# Úmbita

Localização de Umbita no departamento de Boyacá.

Umbita é um município no departamento de Boyacá, na Colômbia.